# تاشتیمروو
تاشتیمروو (به لاتین: Tashtimerovo) یک منطقهٔ مسکونی در روسیه است که در باشقیرستان واقع شده‌است.